# Olympic Ngôn ngữ học Quốc tế
Olympic Ngôn ngữ học Quốc tế (tiếng Nga: Международна олимпиада по лингвистика, tiếng Anh: International Linguistics Olympiad, viết tắt: IOL (tên chính thức, chú ý không phải là ILO)) là một trong những kỳ thi mới nhất trong nhóm 12 kỳ thi Olympic Khoa học Quốc tế. Sự thiết lập khác với những Olympic khoa học khác ở chỗ, chương trình vừa có cả thi cá nhân và thi đồng đội. Đây là kỳ thi về ngôn ngữ học lý thuyết, ngôn ngữ học toán, và ngôn ngữ học ứng dụng được tổ chức hàng năm dành cho học sinh. Kỳ thi bắt đầu từ năm 2003 theo sáng kiến của những nhà ngôn ngữ học người Nga có nhiều năm kinh nghiệm tổ chức các olympic truyền thống về toán học và ngôn ngữ học. (xem. Olympic truyền thống mở rộng Mat-xcơ-va về toán học và ngôn ngữ học).

## Nội dung thi
Cũng như những Olympic khoa học khác, các vấn đề (bài tập, bài toán, nhiệm vụ) được dịch và giải quyết hoàn tất trong nhiều ngôn ngữ, và như vậy phải được viết một cách tự do, không bị rào cản của bất kì ngôn ngữ bản địa nào. Trong thực hành, điều này thường rất khó khăn, và những thí sinh sẽ đạt được lợi ích nào đó nếu như họ đã quen thuộc với một hoặc nhiều nhóm ngôn ngữ là các chủ đề của một vài trong số các nhiệm vụ được giao. Tuy nhiên, khả năng hữu ích nhất là phân tích và suy nghĩ diễn dịch, vì tất cả các giải pháp cho các vấn đề phải có sự lý luận và biện minh rõ ràng (như khi giải quyết vấn đề toán (bài toán)).
Thi cá nhân gồm có 5 vấn đề cần phải giải quyết trong 6 giờ đồng hồ. Các vấn đề bao phủ các lĩnh vực chính của ngôn ngữ học lý thuyết, ngôn ngữ học toán, và ngôn ngữ học ứng dụng – ngữ âm học, hình thái học, ngữ nghĩa học, vân vân.

## Lịch sử
Từ IOL lần thứ 2, thi đồng đội gồm có một vấn đề cực kỳ khó và có tính chi phí thời gian. Các đội, thường gồm 4 học sinh, có 3-4 giờ để giải quyết vấn đề này.
IOL 5 (2007) được tổ chức ở Sankt-Peterburg, Nga. Năm vấn đề tại kỳ thi cá nhân là trong các tiếng Braille, Movima, Georgian, Ndom, và sự tương ứng giữa tiếng Thổ Nhĩ Kỳ và tiếng Tatar. Vấn đề cho kỳ thi đồng đội là trong tiếng Hawaiian và tập trung vào các thuật ngữ gia hệ. Kết quả Lưu trữ ngày 18 tháng 6 năm 2010 tại Wayback Machine ở trang mạng chính thức.
IOL 6 (2008) được tổ chức ở Slantchev Bryag, Bulgaria. Năm vấn đề cá nhân là trong tiếng Micmac, thi ca tiếng Norse cổ (đặc biệt, drottkvætt), các tương ứng giữa tiếng Drehu và Cemuhî, Copainalá Zoque, và Inuktitut. Vấn đề cho kỳ thi đồng đội là về sự tương ứng giữa tiếng Trung Quốc Mandarin và Cantonese dùng hệ thống fanqie.
IOL 7 (2009) được tổ chức ở Wrocław, Ba Lan, từ 26 tháng 7 đến 30 tháng 7. Chủ đề trong 5 vấn đề cá nhân bao trùm: số từ trong các ngôn ngữ Sulka, Maninka và Bamana, trong ngôn ngữ N'Ko và Latin kịch bản, tên Myanma (Burma) truyền thống và mối quan hệ của chúng với ngày sinh, vị trí trọng âm trong Old Indic (Indic cổ) và sự liên hệ giữa ngữ pháp và hình thái trong tiếng Nahuatl cổ điển. Vấn đề thi đồng đội là về tiếng Việt.

## Danh sách những người đạt huy chương IOL
| Năm  | Địa điểm                 | Huy chương Vàng | Huy chương Bạc | Huy chương Đồng |
| ---- | ------------------------ | --- | --- | --- |
| 2003 | Borovets, Bulgaria       | Alexandra Petrova Boris Turovsky Eddin Najetović | Mirjam Plooij Maria Skhapa | Polina Oskolskaya Ivan Dobrev |
| 2004 | Mát-xcơ-va, Nga          | Ivan Dobrev Alexander Piperski Ralitsa Markova | Maria Mamykina Todor Chervenkov Tsvetomila Mihaylova Tymon Słoczyński | Alexandra Zabelina Xenia Kuzmina Alexei Nazarov Margus Niitsoo Natalja Hartsenko Nikita Medyankin Sophia Oskolskaya |
| 2005 | Leiden, Hà Lan           | Ivan Dobrev | Eleonora Glazova | Nikita Medyankin Alexander Piperski Tsvetomila Mihaylova Ivaylo Grozdev |
| 2006 | Tartu, Estonia           | Maria Kholodilova Ivaylo Dimitrov Pavel Sofroniev | Yordan Mehandzhiyski Eleonora Glazova Mihail Minkov Daniil Zorin Sergey Malyshev Alexander Daskalov | Yuliya Taran Nikita Medyankin Diana Aitai Paweł Świątkowski |
| 2007 | Sankt-Peterburg, Nga     | Adam Hesterberg Łukasz Cegieła | Kira Kiranova Mihail Minkov Arseniy Vetushko-Kalevich Sander Pajusalu Teele Vaalma Angel Naydenov | Anna Shlomina Yordan Mehandzhiyski Elizaveta Rebrova Maria Kholodilova |
| 2008 | Slanchev Bryag, Bulgaria | Alexander Daskalov Hanzhi Zhu Milan Abel Lopuhaa | Anand Natarajan Maciej Janicki Morris Alper Dmitry Perevozchikov Łukasz Cegieła Andrey Nikulin Marcin Filar | Guy Tabachnick Joon Kyu Kang Radosław Burny Diana Sofronieva Jeffrey Lim Karol Konaszyński Yordan Mehandzhiyski Rowan Jacobs Tatyana Polevaya Georgi Rangelov |
| 2009 | Wrocław, Ba Lan          | Diana Sofronieva Łukasz Cegieła | Vitaly Pavlenko Andrey Nikulin Yordan Mehandzhiyski Arturs Semenyuks Irene Tamm Łukasz Kalinowski Witold Małecki Aakanksha Sarda Rowan Jacobs | Deyana Kamburova Szymon Musioł Elena Volkova Laura Adamson Alan Huang Ben Caller Tomasz Dobrzycki John Berman Jun Yeop Lee Sergei Bernstein Hye Jin Ryu |
| 2010 | Stockholm, Thụy Điển     | Vadim Tukh Andrey Nikulin Ben Sklaroff | Martin Camacho Tian-Yi Damien Jiang Daria Vasilyeva Allen Yuan Aleksejs Peguševs Łukasz Kalinowski Krzysztof Pawlak Daniel Rucki Maciej Dulęba | Mirjam Parve Miroslav Manolov Alexander Iriza Alan Chang Vitaly Pavlenko Artūrs Semeņuks Mona Teppor Jakob Park Diana Glazova Szymon Kanonowicz Roman Stasiński Ellen Sinot Younus Porteous Ana Pavlović Song Jeeun |
| 2011 | Pittsburgh, Hoa Kỳ       | Morris Alper Eva-Lotta Käsper Daria Vasilyeva Aleksey Kozlov                                                                                              | Wesley Jones Allen Yuan Jekaterina Malina Anton Sokolov Alexander Wade Victor Valov Duligur Ibeling Paul Lau | Min Kyu Kim Elena Rykunova Artūrs Semeņuks Hyun Park Rok Kaufman Vadim Tukh Daniel Mitropolsky Nik Moore Daniel Rucki Aaron Klein Dimitar Hristov Mihhail Afanasjev Ralf Ahi |
| 2012 | Ljubljana, Slovenia      | Anton Sokolov Alexander Wade Vadim Tukh Anderson Wang Konrad Myszkowski Jonathan Hongsoon Kim Marin Ivanov Kristian Kostadinov                            | Darryl Wu Allan Sadun Eva-Lotta Käsper Tom White Daniel Rucki Aaron Klein Max Allmendinger Ilya Pogodaev Ivan Tadeu Ferreira Antunes Filho Rok Kaufman Hong Bum Choi Ji Wook Kim Sagar Sarda                                                                                        | Pedro Neves Lopes Erik Andersen Magdalena Dakeva Ants-Oskar Mäesalu Omri Faraggi Anna Sarukhanova Melanie Duncan Baichuan Li Anita Mudzhumdar Estere Šeinkmane Yash Sinha Amelia Shaye Lim Jin Edyta Gajdzik Mette-Triin Purde Erik Tamre Anne Ng Yin-Yi |
| 2013 | Manchester, Anh          | Alexander Wade Anton Sokolov Matyas Medek Gabriel Alves da Silva Diniz Michał Hadryś Iva Gumnishka Estere Šeinkmane                                       | Omri Faraggi Yash Sinha Polina Pleshak Kuzma Smirnov Martyna Siejba Aaron Klein Airika Arrik Boryana Hadzhiyska Ivan Zverev Huisu Yun Jeffrey Ling Yulia Markova | Nilai Sarda Vesko Milev Marin Ivanov Ivan Lyutskanov Jacob Karlsson Lagerros Tom McCoy Martyna Judd Ants-Oskar Mäesalu Milena Velikova Jeong Yeon Choi Ekaterina Novikova Maciej Kucharski Daniel Lovsted Maximilian Schindler Jiyun Sung Sarah Tham Jan Bajer |
| 2014 | Bắc Kinh, Trung Quốc     | Milo Andrea Mazurkiewicz Darryl Wu Daniel Lovsted Elysia Warner Anastasiia Dmitrieva Danila Shumskiy Dan Mirea                                            | Ada Melentieva Catherine Wu Chen Tianlu Yan Huang Alexander Babiak Zhang Ming Lara Jerman Chen Run Keisuke Yamada Stanisław Wilczyński Hampus Lane Deven Lahoti Xue Dailin | Anindya Sharma Elena Chaparova Maciej Kocot Matyáš Medek Rajan Dalal Yoojin Jang Dmitrii Zelenskii Annika Kluge Emma Johansen Kevin Li Gleb Nikolaev James Bloxham James Abel Yulia Markova Šonita Koroļova Eliška Freibergerová Yang Heran Vitālijs Gusevs Glenn Ee Je Hong Simon Huang Maria Aristova |
| 2015 | Blagoevgrad, Bulgaria    | James Wedgwood Samuel Ahmed James Bloxham Danail Penev Kevin Yang Eimear McKnight Ada Melentyeva                                                          | Kevin M Li Ying Ming Poh Conor Stuart-Roe Valentin Dimov Daniil Vedeneev Stanisław Frejlak Jiu Xu Julian Gau Dan Mircea Mirea Katarzyna Kowalska Ralitza Dardjonova Anthony Bracey Ivan Oleksiyuk Teodora-Elena Solovan Jan Petr Ruowang Zhang Tina Vladimirova                     | Bálint Ugrin Nilai Sarda Piotr Gajdzica Zdravko Ivanov Anastasiia Alokhina Pim Spelier Naomi Solomons Anna Tatarenko Jaeyeong Yang Aalok Sathe Anthony Bruce Ma Diana Murzagaliyeva Luke Gardiner Nadezhda Dimitrova Radina Dobreva Emma McLean Irina Česnokova Isabelle Yen Matija Lovšin Naoki Nishiyama Samvida Sudheesh Venkatesh Timurs Davilovs                                                                                          |
| 2016 | Mysore, Ấn Độ            | Jaeyeong Yang James Wedgwood Eimear McKnight Max Zhang Jan Petr Katya Voloshinova Ivan Samodelkin Kristian Georgiev Samuel Kumar Ahmed Polina Nasledskova | Margarita Misirpashayeva Ioana Bouroș Shuheng Niu Joonas Jürgen Kisel Zofia Bronisława Kaczmarek Tina Vladimirova Matija Lovšin Luo Yiming Krzysztof Choszczyk Erik Metz Anna Tatarenko Mihail Paskov Julia Panchenko Shen-Chang Huang Henry Wu Maria Aristova Maciej Antoni Paliga | Tsuyoshi Kobayashi Elena Shukshina Daniel Vedeneev Aalok Sathe Wyatt R. Reeves Wang Runze David Axel Evert Avellan-Hultman Bruno Kenzo Ozaki Amanda Elon Kann Agnieszka Dudek Johan Emil Raaholt Ingelsten Bai Ruiheng Zuzana Gruberová Yu Shuyue Claire O'Connor Tsvetelina Stefanova Theodor Cucu Li Huihan Nadezhda Dimitrova Mazzag Bálint Wojciech Andrzej Piątek Siye Zhu Mariia Stepaniuk Roman Skurikhin Isobel Alice Voysey Yejoo Han |

## Huy chương đồng đội
| Lần thứ | Năm  | Địa điểm                  | Vàng                | Bạc                   | Đồng                     | Đội chiến thắng phần thi cá nhân |
| ------- | ---- | ------------------------- | ------------------- | --------------------- | ------------------------ | -------------------------------- |
| 1       | 2003 | Borovets, Bulgaria        | Netherlands         | Russia-StPetersburg   | Russia-Moscow            | Netherlands                      |
| 2       | 2004 | Moskva, Nga               | Russia-StPetersburg | Latvia                | Bulgaria-1               | Bulgaria-1                       |
| 3       | 2005 | Leiden, Hà Lan            | Netherlands         | Russia-Moscow         | Russia-StPetersburg      | Bulgaria-1                       |
| 4       | 2006 | Tartu, Estonia            | Bulgaria-2          | Netherlands           | Poland-1                 | Bulgaria-1                       |
| 5       | 2007 | Sankt-Peterburg, Nga      | USA-2 Moscow        | Bulgaria-1 Bulgaria-2 | không                    | Estonia                          |
| 6       | 2008 | Slantchev Bryag, Bulgaria | USA-2 Bulgaria-East | Netherlands USA-1     | không                    | USA                              |
| 7       | 2009 | Wrocław, Ba Lan           | USA-Red             | Korea-1               | Russia-Moscow            | Russia-Moscow                    |
| 8       | 2010 | Stockholm, Thụy Điển      | Latvia              | Russia-Moscow         | Poland-2                 | USA-Blue                         |
| 9       | 2011 | Pittsburgh, Hoa Kỳ        | USA-Red             | Russia-StPetersburg   | Russia-Moscow            | USA-Red                          |
| 10      | 2012 | Ljubljana, Slovenia       | USA-Blue            | Netherlands           | Poland-2                 | Russia-StPetersburg              |
| 11      | 2013 | Manchester, Anh           | USA-Red             | Russia-StPetersburg   | Bulgaria-1 Romania       | USA-Red                          |
| 12      | 2014 | Bắc Kinh, Trung Quốc      | USA-Red             | Russia-StPetersburg   | Russia-Moscow            | USA-Red                          |
| 13      | 2015 | Blagoevgrad, Bulgaria     | UK-West             | USA-Red               | Poland-White Netherlands | USA-Red                          |
| 14      | 2016 | Mysore, Ấn Độ             | Sweden              | Australia-1           | UK                       | USA-Red                          |